# Vânia Fernandes
Vânia Fernandes (n. Madeira; 25 de septiembre de 1985) es una cantante portuguesa.

## Carrera
Se formó en el Conservatorio de Música de Madeira con experiencia en canto y piano. Se formó en jazz en la escuela Hot Clube - Escola de jazz Luiz Villas Boas. Es reconocida por dominar la técnica del scat. Formó junto con otros artistas madeirenses el proyecto musical de jazz Blended Jazz, en el "Swing Feel Quartet".
Vânia Fernandes ganó especial notoriedad por su participación en el reality show musical de la televisión pública portuguesa RTP Operação Triunfo 3, siendo una de las favoritas y alcanzando la primera posición. Elogiada por el jurado por sus excelentes capacidades vocales, la reconocida cantante Maria João destacó su calidad profesional llegando a afirmar que Vânia era una de las grandes revelaciones de la nueva generación de cantantes portugueses.
Vânia Fernandes ya participó en diversos eventos musicales, entre ellos Angrajazz, donde fue acompañada por la orquesta de jazz de Madeira. Vânia Fernandes integra la orquesta de jazz de la Unión Europea. Actuó en Xôpana Jazz 2007, el mismo evento que recibió el reconocimiento del músico portugués Mário Laginha. Ganó el Premio Reconocimiento, atribuido por el jurado de la IV Fiesta de Jazz del Hot Club de Portugal. Participó también en el programa musical de la RTP Madeira Noches RTP y en el gran festival de jazz que se realizó en el CCB de Lisboa.
Junto a Vânia Fernandes está Joana Machado, otra emergente artista de jazz madeirense.
En 2008 representó a Portugal en el Festival de la Canción de Eurovisión 2008 con la canción Senhora do mar (negras águas) (Señora del mar). Superó la segunda semifinal por primera vez para Portugal desde que existen las semifinales, quedando segunda con 120 puntos en la semifinal. En la final quedó en el puesto trece, con 69 puntos, una puntuación superior a la habitual de su país.